# オルタナ・ガールフレンド
「オルタナ・ガールフレンド」は、CHARAの35枚目のシングル。2012年6月6日にキューンレコードから発売された。

## 概要
本曲はキューンレコードへの移籍第一弾シングルであり、ORANGE RANGEのNAOTO、RIZEのKenKenが演奏に参加。楽曲のテーマに「恋と革命」を掲げたオルタナティヴ・ロックになっている。「オルタナ・ガールフレンド」というタイトルについては前々からCHARAがカタカナのこの言葉が可愛いと思って使いたがったタイトルでもある。
ジャケット写真やMVは石膏のマスクを被ったCHARAが登場するが、「オルタナ・ガールフレンド」は多面性を持っているというところから今回のビジュアル・デザインが生まれた。

## 批評
CDジャーナルは本曲について「「オルタナ・ガールフレンド」は、疾走感あふれるドラミングにわくわくする、エッジの利いたダンス・チューン。一見抽象的な歌詞に思えるが、いくつになっても変わらない女心の核心を突くキーワードがちりばめられており、心臓をギュッとつかまれた感覚に。」と評している。

## 収録曲
| #         | タイトル                                                  | 作詞・作曲 | 編曲      | 時間 |
| --------- | --------------------------------------------------------- | ---------- | --------- | ---- |
| 1.        | 「オルタナ・ガールフレンド」                              | CHARA      | CHARA     | 2:49 |
| 2.        | 「大切をきずくもの」(2012年2月17日 東京文化会館 小ホール) | CHARA      |           | 6:06 |
| 合計時間: | 合計時間:                                                 | 合計時間:  | 合計時間: | 8:55 |